# Pedro Vasena
Pedro Vasena (Lecco, Como, Lombardía, Italia, 1846 – Buenos Aires, Argentina, 1916) llegó al país muy joven, pero luego de pocos años logró desarrollar su propio imperio metalúrgico, constituyéndose en uno de los precursores del desarrollo metalúrgico argentino.

## Biografía
Llegó a la Argentina en 1865 y comenzó a trabajar en Buenos Aires como herrero. Luego de ser operario en los talleres de Silvestre Zamboni, instaló un taller propio que pronto adquirió desarrollo como para instalar una fábrica. Llegó a ser dueño de tres establecimientos metalúrgicos.
Junto con otros ítalo-lombardos llegados a Argentina en ese período, Vasena integra una camada de hombres hechos a sí mismos (self-made men), porque arribados sin o con muy poco dinero, [cita requerida]y sin o con muy poca preparación científica y técnica, lograron gracias a su personal esfuerzo y trabajo, y a severas economías, acumular el primer capital, multiplicándolo gracias a particulares circunstancias afortunadas y la explotación obrera, cuestión que podría interpretarse como intuición en los negocios, espíritu organizativo, etc.

## Gran emprendimiento metalúrgico
La especialidad de sus establecimientos fue la fundición de columnas de hierro, habiendo construido obras tan importantes como el Mercado de Abasto porteño, la techumbre del mercado de frutos de Bahía Blanca, las dos grandes calderas de aceite de la New Gas Company de Buenos Aires, el puente sobre el río del Valle de Catamarca, la conducción de gas de Tucumán, y muchas otras. 
La empresa de Vasena, adquirió fama siniestra por los sucesos de la llamada Semana Trágica de 1919, cuando una huelga iniciada en los Talleres Vasena e Hijos se convierte en una gigantesca huelga general de toda Buenos Aires, arrojando como luctuoso saldo más de cien muertos en los enfrentamientos entre obreros y líderes anarquistas con la policía y el ejército.
La producción de sus fábricas fue gradualmente asumiendo las formas más variadas de la metalurgia, herrería, mecánica y fundición. Realizaban trabajos para la industria de la construcción (rejas, puertas, ventanas), para el agro (hilos lisos y alambre de púas), máquinas industriales, reparación y montaje de toda clase de piezas y máquinas, fundición de hierro y bronce, etc. 
La primitiva Pedro Vasena e Hijos, se transformó en la gran Compañía Argentina de Hierros y Aceros Pedro Vasena e Hijos, establecimientos que luego de la muerte del padre y fundador los hijos integraron a la TAMET (Talleres Metalúrgicos San Martín).
Pedro Vasena fue condecorado por el gobierno de Italia como Caballero del Trabajo.
Falleció en Buenos Aires en 1916. El ministro de economía Adalbert Krieger Vasena era nieto suyo.